# Ridderorden in Penang
Dit is een lijst van ridderorden in de Maleisische staat Penang.
Penang, of Pulau Pinang, is een territorium en geen sultanaat. Het gebied was ooit deel van Kedah maar de sultan werd gedwongen het gebied aan Groot-Brittannië af te staan. Er zijn daarom geen huisorden zoals in de andere staten van Maleisië. De Commissaris des Konings die Penang bestuurt, heeft een ridderorde en een aantal onderscheidingen ingesteld.
- De Hoogste Orde van de Verdedigers van Penang, in het Maleis "Darjah Utama Pangkuan Negeri" en in het Engels "Most Supreme Order of the Defender of State" geheten. De orde werd in 1967 ingesteld.

De graden verwijzen naar een "verheven", "meest hooggeachte" en "opperste" orde maar het gaat om een en dezelfde ridderorde.
De Commissaris des Konings, de Pulau Pinang Yang di-Pertua Negri, verdeelt de onderscheidingen op zijn verjaardag. Aan de hoogste graden is adeldom verbonden.